# 朱文瀾
朱文瀾（？—1598年），字國柱，号太冲，福建興化府莆田县人，明朝政治人物。同进士出身。

## 生平
七月二十四日生，治書经。萬曆十九年（1591年）辛卯科福建乡试第二十六名举人，二十三年（1595年）乙未科进士，吏部觀政，本年十月授工部营缮司主事，二十六年卒于京师。

## 家族
曾祖朱恒謹，庠生冠带。祖朱服休。父朱應期，庠生。前母郭氏，母陈氏。严侍下。從兄朱彬（通判）、朱文科（按察使、前御史）、朱邦巩（舉人）。娶陈氏，子公慶、公褒、公爵。